# Ruine du joueur
L'expression ruine du joueur est utilisée dans différents contextes liés aux statistiques et la théorie des jeux.
Il désigne généralement le théorème suivant : si un joueur a une fortune initiale finie, il n'existe pas de stratégie pour gagner à coup sûr. À l'inverse, s'il joue sans limite de temps, il finira ruiné.